# Garbhagriha

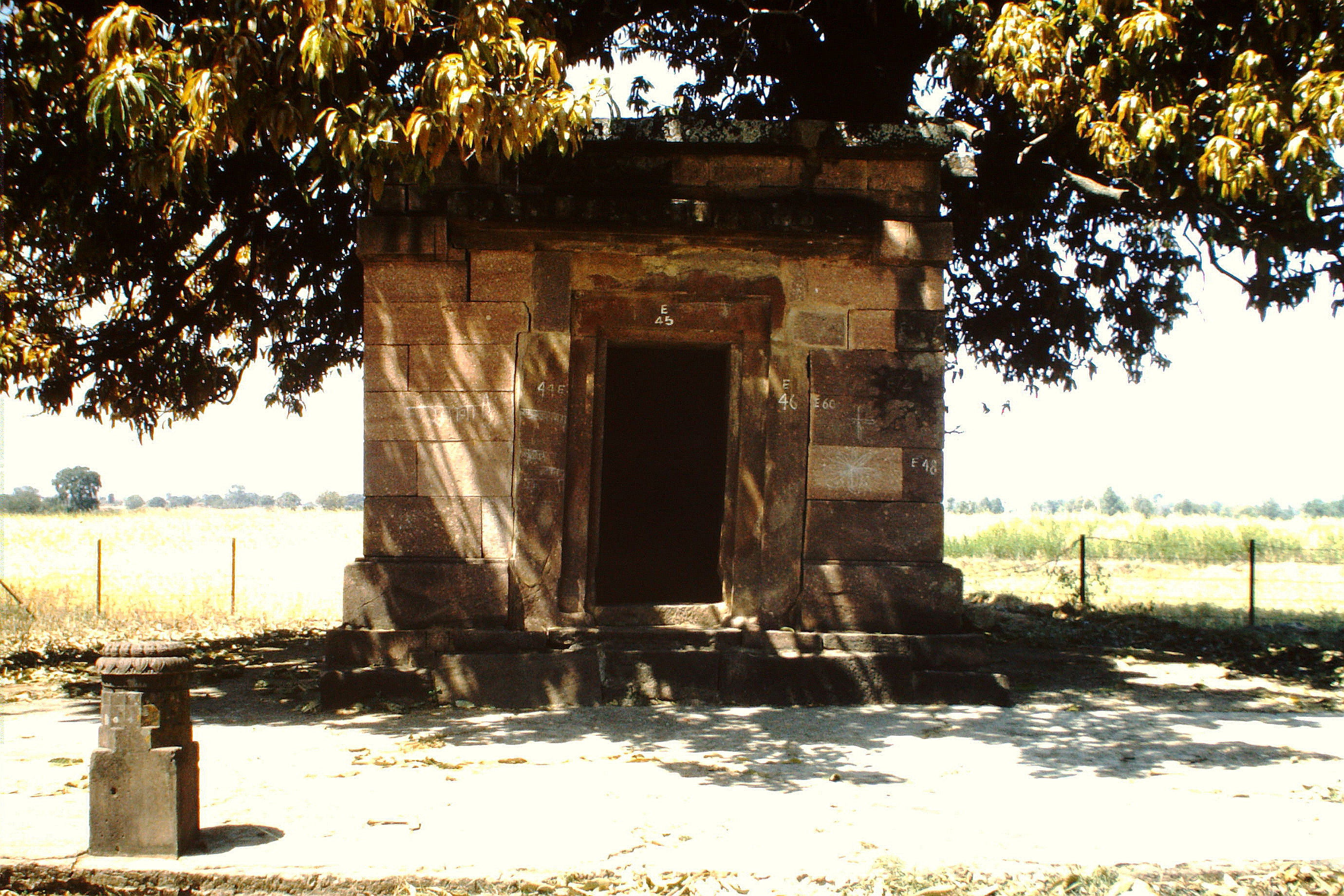
Kunda, Madhya Pradesh, Gupta-Tempel ohne Fenster, Vorhalle (mandapa) oder Turmaufbau (shikhara); Tempel und Garbagriha sind identisch, um 425

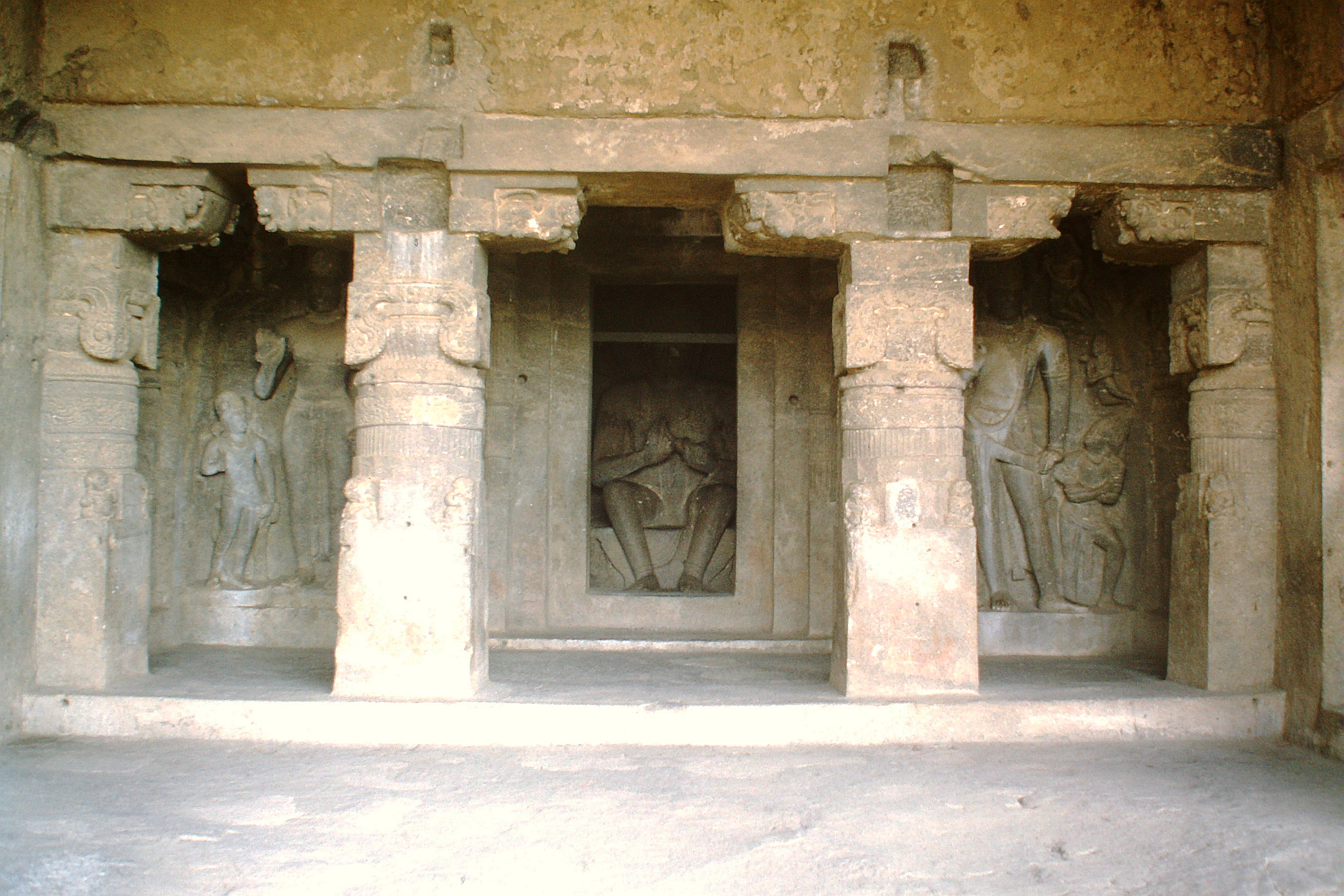
Ellora, Maharashtra (Höhle 6), Garbhagriha mit Buddha-Kultbild, um 500

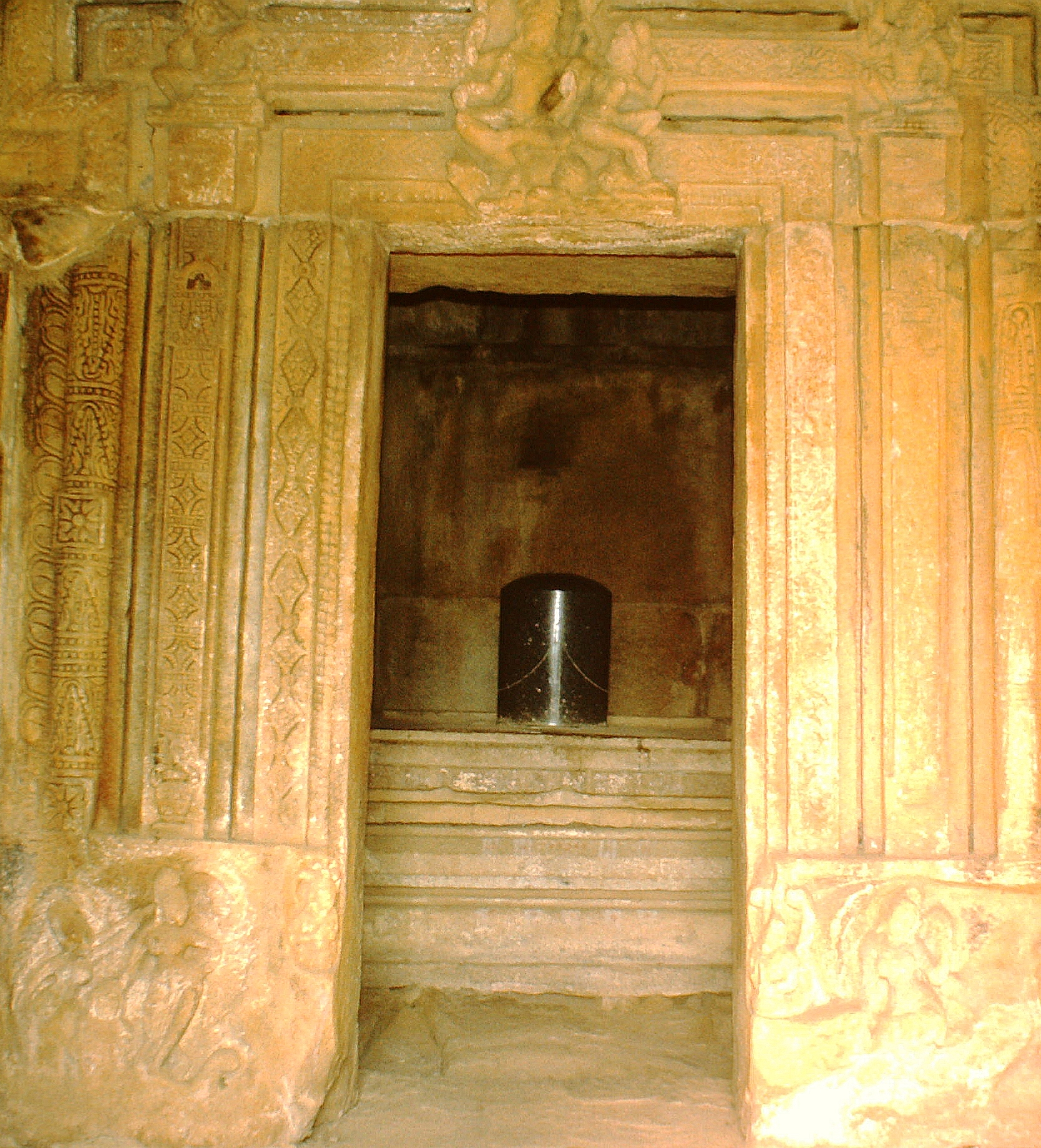
Pattadakal, Karnataka, Shiva-Tempel, Garbhagriha mit Shiva-Lingam, um 700

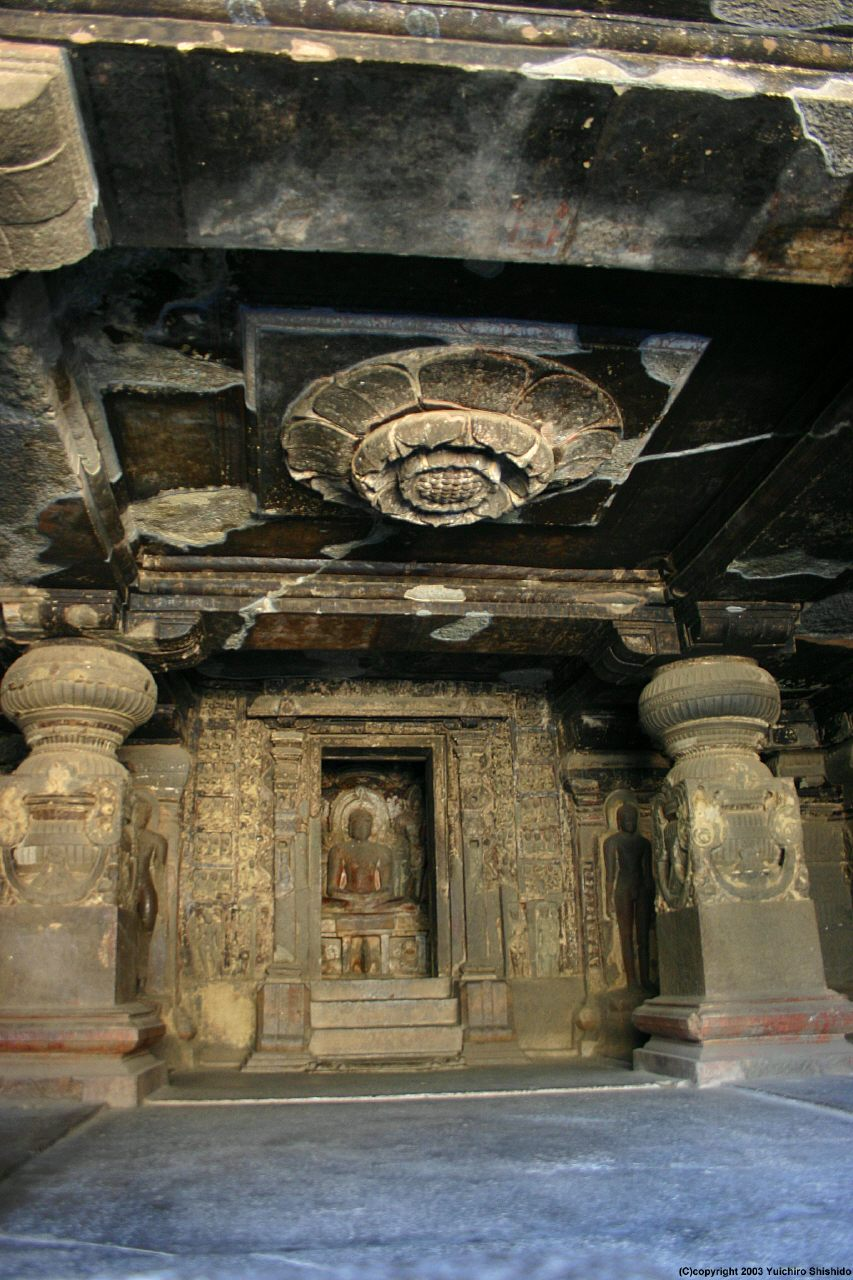
Ellora (Höhle 32), Garbhagriha mit Jaina-Tirthankara, um 900

Garbhagriha oder garbha griha (Devanagari: गर्भगृह garbhagṛha; in Kerala auch als srikovil bezeichnet) bildet das innerste Heiligtum (Sanctum) eines indischen Tempels, das von Besuchern nicht betreten werden darf. Hier sind das Kultbild der Gottheit oder ein Lingam aufgestellt, die bei religiösen Zeremonien (pujas) mit Opfergaben geehrt, rituell gewaschen und mit Blütenblättern oder Blumengirlanden geschmückt werden.

## Etymologie
Der dem Sanskrit entstammende Begriff garbhagriha bedeutet so viel wie „Schoßhaus“ oder „Mutterschoßkammer“ (garbha ‚Bauch, Schoß‘; griha ‚Haus, Kammer‘). Wann der Begriff erstmals Verwendung fand – ob bei den frühen Tempelbauten aus Holz und/oder Lehm, bei den Höhlentempeln oder erst bei den architektonisch differenzierteren Steintempeln – ist bislang nicht erforscht. In vielen westlichen, vor allem englischsprachigen Publikationen werden die lateinischen Wörter cella und sanctum oft synonym zum Begriff garbhagriha verwendet.

## Geschichte und Architektur
Indische Tempel bestanden ursprünglich nur aus einem fensterlosen Raum, dessen Eingang – wie bei Wohnhäusern – keine Tür hatte und somit stets offen stand. Das Betreten des Tempels, in welchem das Kultbild oder der Lingam präsentiert wurde, war ausschließlich der Priesterkaste (Brahmanen) vorbehalten, die die Opfergaben der Gläubigen (Wasser, Milch, Kokosmilch, Reis, Früchte, Zuckerspeisen etc.) zu bestimmten Tageszeiten – denn die Götter und/oder die Brahmanen hatten auch ihre Ruhezeiten – an der Schwelle entgegennahmen und vor der Gottheit aufstellten. Teile der Opferspeisen wurden – nach dem Segen durch die Gottheit – wieder an die Gläubigen verteilt (prasad). Oftmals warteten die Gläubigen bei glühender Hitze, extremer Sonneneinstrahlung oder aber bei Starkregenfällen (Monsun) längere Zeit unter freiem Himmel. Dieser Zustand war auf Dauer unzumutbar und hielt die Gläubigen oftmals von einem Besuch des Tempels ab. Durch ein – ursprünglich wahrscheinlich auf hölzernen Stützen ruhendes und mit Blattwerk belegtes – offenes Vordach, ließen sich derartige Probleme leicht beheben.
Daneben bildete sich – analog zur buddhistischen Umwandlungszeremonie (pradakshina) – die Tradition der rituellen Umschreitung des Tempels heraus, die oft unter denselben Wetterunbilden zu leiden hatte. Auch hier schafften hölzerne Konstruktionen Abhilfe (z. B. beim Dashavatara-Tempel in Deogarh oder beim sogenannten Gupta-Tempel in Gop). In einer späteren Phase wurden die unterschiedlichen Bauteile (Sanctum, Vorhalle und Umwandlungshalle) optisch und baulich stärker harmonisiert und zu einem einzigen Bauwerk zusammengefasst, in welchem die Bauteile nahezu bruchlos ineinander übergehen (vgl. Kalika-Mata-Tempel in Chittorgarh).
Seitdem bildete das eigentliche, meist quadratische Sanctum des Tempels, die garbhagriha, baulich nur noch einen kleinen Teil der Grundfläche eines indischen Tempelbauwerks. Es ist häufig gegenüber den anderen Bauteilen durch eine Türschwelle abgegrenzt und überdies meist leicht erhöht (vgl. Lakshmana-Tempel und Kandariya-Mahadeva-Tempel in Khajuraho oder Lingaraja-Tempel in Bhubaneswar). Ihr einziger Eingang liegt an der Ostseite, der Sonne zugewandt. Die Fensterlosigkeit und weitgehende Schmucklosigkeit des dunklen Raumes wurden beibehalten. Außen wurde die garbhagriha durch einen hohen Shikhara-Turm überhöht, dessen seitliche Begleittürme (urushringas) statische Stützfunktionen übernahmen und zugleich das Dach für den – nunmehr im Innern des Bauwerks liegenden – Umwandlungspfad (pradakshinapatha) bildeten.

## Symbolik
Die garbhagriha mit der zeitweise darin anwesenden Gottheit wurde – auch die deutsche Übersetzung deutet es an – als Ursprung/Quelle allen Lebens aufgefasst. Der Shikhara-Turm und die darunter befindliche garbhagriha mit ihrem Kultbild bilden darüber hinaus eine Art senkrechter Linie, die oft mit der kosmischen Achse oder der Weltachse (axis mundi) gleichgesetzt wird.

## Sonstiges
Heute sind die garbhagrihas vieler unbewachter oder noch in Betrieb befindlicher Tempel aus Angst vor Vandalismus durch Holztüren oder eiserne Gittertore verschlossen. Sie werden erst zu Beginn der puja-Zeremonien durch den Brahmanen geöffnet und anschließend wieder zugesperrt.